# كفر السويركي
قرية كفر السويركي هي إحدى القرى التابعة لمركز كفر صقر في محافظة الشرقية في جمهورية مصر العربية. حسب إحصاءات سنة 2006، بلغ إجمالي السكان في كفر السويركي 4374 نسمة، منهم 2254 رجل و2120 امرأة.